# Владыкинка
Владыкинка (каз. Владыкин) — село в Фёдоровском районе Костанайской области Казахстана. Входит в состав Фёдоровского сельского округа. Код КАТО — 396843400.

## Население
В 1999 году население села составляло 767 человек (386 мужчин и 381 женщина). По данным переписи 2009 года, в селе проживало 458 человек (235 мужчин и 223 женщины). По данным переписи 2021 года, в селе проживало 360 человек (178 мужчин и 182 женщины).